# Jens Kristian Hansen
Pour les articles homonymes, voir Jens Kristian Hansen (homme politique) et Hansen.
Jens Kristian Hansen, né le 3 septembre 1971 aux îles Féroé, est un footballeur international féroïen, devenu entraîneur à l'issue de sa carrière, qui évoluait au poste de défenseur.

## Biographie

### Carrière en club
Avec le club du B36 Tórshavn, Jens Kristian Hansen dispute deux matchs en Ligue des champions, deux matchs en Coupe des coupes, 6 matchs en Coupe de l'UEFA, et 4 matchs en Coupe Intertoto,.
En novembre 1999, Jens Kristian Hansen est prêté dans le club professionnel de l'Ayr United avec son coéquipier Jens Martin Knudsen. Il dispute 8 rencontres pour deux buts inscrits en First Division. À la fin de la saison, il ne signe pas un contrat définitif avec le club et il retourne alors au B36 Tórshavn.
Avec le B36 Tórshavn, il remporte deux coupes des îles Féroé, mais surtout deux titres de champion des îles Féroé.

### Carrière internationale
Jens Kristian Hansen compte 45 sélections et 3 buts avec l'équipe des îles Féroé entre 1994 et 2002. Il porte 15 fois le brassard de capitaine, entre 1998 et 2000.
Il est convoqué pour la première fois en équipe des îles Féroé par le sélectionneur national Allan Simonsen, pour un match des éliminatoires de l'Euro 1996 contre la Grèce le 7 septembre 1994. Le match se solde par une défaite 5-1 des Féroïens. 
Le 25 mai 1995, il inscrit son premier but en sélection contre Saint-Marin, lors d'un match des éliminatoires de l'Euro 1996. Le match se solde par une victoire 3-0 des Féroïens. 
Il reçoit sa dernière sélection le 16 octobre 2002 contre l'Allemagne. Le match se solde par une défaite 2-1 des Féroïens.

## Palmarès
- Avec le B36 Tórshavn
  - Champion des îles Féroé en 1997 et 2001
  - Vainqueur de la Coupe des îles Féroé en 2001 et 2003

## Statistiques

### Buts en sélection
Le tableau suivant liste tous les buts inscrits par Jens Kristian Hansen avec l'équipe des îles Féroé.